# ハピタス
ハピタスは、株式会社オズビジョンが運営するポイントサイト。
1ポイント=1円のレートが特徴。

## 概要
2006年5月イーカレンシー株式会社を設立、2007年3月にハピタスの前身のドル箱をオープン。
2012年11月サイト名をドル箱からハピタスに改めて再スタート
2015年4月時点で会員数150万人突破（2025年時点540万人）、尚オズビジョンはJIPC（日本インターネットポイント協議会）に加盟している。

## サービス内容
ネットショッピングを利用する際にハピタスを経由すると、ポイントが貯まる。
300ポイントを貯めると、現金への交換、ポイント交換サイトのポイントに交換、共通ポイントなどに
交換出来る。手数料は無料の場合が多いが、交換先によっては等価交換では無い場合もある。

## CM出演者
- ゆりやんレトリィバァ
- 出川哲朗